# جيترسون
جيترسون مواليد 16 ماي 1991 في البرازيل، هو لاعب كرة قدم البرازيل لعب سابقاً في نادي العين السعودي .

## روابط خارجية
- جيترسون على موقع دوري كوريا الجنوبية (الإنجليزية)
- جيترسون على موقع الدوري الأمريكي (الإنجليزية)
- جيترسون على موقع قاعدة بيانات كرة القدم.إي يو (الإنجليزية)
- جيترسون على موقع Soccerway.com (الإنجليزية)
- جيترسون على موقع عالم كرة القدم.نت (الإنجليزية)